# Edgar Linton
Pour les articles homonymes, voir Linton.
Edgar Linton est un personnage du roman Les Hauts de Hurlevent, d'Emily Brontë.
Il est le mari de Catherine Earnshaw et vit à Thrushcross Grange. Il devient la proie de Heathcliff, qui souhaite se venger de sa famille. Edgar est le père de Catherine Linton, et le frère de Isabelle Linton. Sa gentillesse, sa galanterie et sa faible personnalité font de lui un personnage opposé à celui de Heathcliff, qui est de nature sauvage et tyrannique.

## Description
Edgar Linton est considéré comme le parfait opposé de sa femme, Catherine Earnshaw, et de son beau-frère et vrai amour de son épouse, Heathcliff.  Avec ses longs cheveux, sa peau claire et ses yeux bleu, Edgar semble sortir tout droit d'un roman de Jane Austen, menant d'abord une vie calme et douce à Thrushcross Grange, maison de paix, avant que la présence d'Heathcliff ne vienne tout y bousculer. Edgar est décrit comme un être de faiblesse, caractère présent chez tous les membres de la famille Linton. Il est très affligé lorsqu'il réalise qu'il ne peut pas rivaliser contre la passion que partage sa femme avec son âme sœur Heathcliff. Il aime Catherine profondément, malgré sa passion pour Heathcliff, et adore leur fille, portant le même nom que son épouse. Quand Isabelle, sa sœur, se marie à Heathcliff, il coupe tous liens affectifs avec elle, ne restant frère et sœur que par leur nom de famille. Le portrait de Edgar Linton, lui ressemblant précisément et parfaitement, est ici décrit par M. Lockwood, narrateur-personnage:

« Mrs Dean a levé la chandelle et j’ai discerné une figure aux traits doux, ressemblant énormément à la jeune femme des Hauts, mais avec une expression plus pensive et plus aimable. C’était un charmant portrait. Les longs cheveux blonds ondulaient un peu sur les tempes, les yeux étaient grands et sérieux, l’ensemble presque trop gracieux. »

— Chap. 8